# Polylogarithmus
Der Polylogarithmus ist eine spezielle Funktion, die durch die Reihe
{\displaystyle \operatorname {Li} _{s}(z)=\sum _{k=1}^{\infty }{\frac {z^{k}}{k^{s}}}}
definiert ist. Für {\displaystyle s=1} geht der Polylogarithmus in den gewöhnlichen Logarithmus über:
{\displaystyle \operatorname {Li} _{1}(z)=-\ln(1-z)}
In den Fällen {\displaystyle s=2} und {\displaystyle s=3} spricht man entsprechend von Dilogarithmus bzw. Trilogarithmus. Die Definition gilt für komplexe {\displaystyle s} und {\displaystyle z} mit {\displaystyle |z|<1}. Durch analytische Fortsetzung lässt sich diese Definition auf weitere {\displaystyle z} ausdehnen.
In den wichtigsten Anwendungsfällen ist {\displaystyle s=n} eine natürliche Zahl. Für diese Fälle kann man den Polylogarithmus rekursiv durch
{\displaystyle \operatorname {Li} _{0}(z)={\frac {z}{1-z}}}
{\displaystyle \operatorname {Li} _{n}(z)=\int _{0}^{z}{\frac {\operatorname {Li} _{n-1}(t)}{t}}\,{\text{d}}t\quad {\mbox{für}}\quad n=1,2,3,\dotsc }
definieren, wonach der Dilogarithmus ein Integral des Logarithmus ist, der Trilogarithmus ein Integral des Dilogarithmus und so fort. Für negative ganzzahlige Werte von {\displaystyle s} lässt sich der Polylogarithmus durch rationale Funktionen ausdrücken.
Der Polylogarithmus taucht beispielsweise im Zusammenhang mit der Fermi-Dirac-Verteilung und der Bose-Einstein-Verteilung auf. Zudem kann mit ihm im hexadezimalen Zahlensystem eine beliebige Stelle von polylogarithmischen Konstanten (z. B. {\displaystyle \pi }) einzeln berechnet werden.

## Funktionswerte und Rekursionen

Graphen einiger ganzzahliger Polylogarithmen

### Funktionswerte mit Index unter Zwei
Einige explizite Funktionsterme für spezielle ganzzahlige Werte von {\displaystyle s}:
{\displaystyle \operatorname {Li} _{1}(z)=-\ln \left(1-z\right)}
{\displaystyle \operatorname {Li} _{0}(z)={\frac {z}{1-z}}}
{\displaystyle \operatorname {Li} _{-1}(z)={\frac {z}{(1-z)^{2}}}}
{\displaystyle \operatorname {Li} _{-2}(z)={\frac {z(1+z)}{(1-z)^{3}}}}
{\displaystyle \operatorname {Li} _{-3}(z)={\frac {z(1+4z+z^{2})}{(1-z)^{4}}}}
{\displaystyle \operatorname {Li} _{-4}(z)={\frac {z(1+z)(1+10z+z^{2})}{(1-z)^{5}}}}
Formal kann man {\displaystyle \operatorname {Li} _{-n}(z):=(z{\tfrac {\text{d}}{{\text{d}}z}})^{n}H(z)} mit der (für alle {\displaystyle z} divergierenden) Reihe {\displaystyle \textstyle H(z)=\sum _{k=-\infty }^{\infty }z^{k}} definieren. Obwohl diese Reihe nicht konvergiert, kann diese Definition zum Beweis von Funktionalgleichungen (im Ring der formal definierten Laurent-Reihen) verwendet werden.
Für alle ganzzahligen nichtpositiven Werte vom Index {\displaystyle n} kann der Polylogarithmus als Quotient von Polynomen geschrieben werden. In diesen Fällen ist er also eine rationale Funktion. 

### Funktionswerte mit positivem Index
Es gilt
{\displaystyle \operatorname {Li} _{s}(1)=\zeta (s)}
und
{\displaystyle \operatorname {Li} _{s}(-1)=-\eta (s)}
Der Buchstabe {\displaystyle \zeta } stellt dabei die Riemannsche Zetafunktion und der Buchstabe {\displaystyle \eta } die Dirichletsche Etafunktion dar. 
Für größeres {\displaystyle s} sind keine weiteren derartigen Formeln bekannt.
Die zwei bekanntesten Werte des Dilogarithmus und somit des Polylogarithmus mit Indexzahl Zwei sind die folgenden Werte:
{\displaystyle \operatorname {Li} _{2}(1)={\tfrac {1}{6}}\pi ^{2}}
{\displaystyle \operatorname {Li} _{2}(-1)=-{\tfrac {1}{12}}\pi ^{2}}
Diese beiden Werte gehen direkt aus der folgenden Integralidentität für den Dilogarithmus hervor:
{\displaystyle \operatorname {Li} _{2}(x)-{\tfrac {1}{4}}\operatorname {Li} _{2}(x^{2})={\tfrac {1}{2}}\operatorname {Li} _{2}(x)-{\tfrac {1}{2}}\operatorname {Li} _{2}(-x)=\int _{0}^{1}{\frac {\operatorname {arcsin} (xy)}{\sqrt {1-y^{2}}}}\,\mathrm {d} y}
Durch das Einsetzen der Werte {\displaystyle x=1} sowie {\displaystyle x=-1} erscheinen direkt die soeben genannten Funktionswerte.
Und die nun gezeigte Formel geht wiederum aus dieser Areatangens-Hyperbolicus-Cardinalis-Formel durch Bildung der Ursprungsstammfunktion bezüglich {\displaystyle x} hervor:
{\displaystyle {\frac {1}{x}}\operatorname {artanh} (x)=\int _{0}^{1}{\frac {y}{\sqrt {(1-x^{2}y^{2})(1-y^{2})}}}\,\mathrm {d} y}
Für die drei kleinsten positiven Werte vom Index {\displaystyle s} sind im Folgenden die Funktionswerte an der Stelle des inneren Klammerwertes {\displaystyle 1/2} angegeben:
{\displaystyle \operatorname {Li} _{1}\left({\tfrac {1}{2}}\right)=\ln 2}
{\displaystyle \operatorname {Li} _{2}\left({\tfrac {1}{2}}\right)={\tfrac {1}{12}}\left(\pi ^{2}-6\,\ln ^{2}2\right)}
{\displaystyle \operatorname {Li} _{3}\left({\tfrac {1}{2}}\right)={\tfrac {1}{24}}\left(4\,\ln ^{3}2-2\pi ^{2}\,\ln 2+21\,\zeta (3)\right)}
Die folgende Bildertafel zeigt die komplexen Ebenendiagramme für die Polylogarithmen.
Die erste Zeile zeigt die Diagramme für die Polylogarithmen von negativem Index und Nullindex und die zweite Zeile diejenigen von positivem Index:
|                                             |                                             |                                             |                                            |
| {\displaystyle \operatorname {Li} _{-3}(z)} | {\displaystyle \operatorname {Li} _{-2}(z)} | {\displaystyle \operatorname {Li} _{-1}(z)} | {\displaystyle \operatorname {Li} _{0}(z)} |
|                                             |                                             |                                             |                                            |
| {\displaystyle \operatorname {Li} _{1}(z)}  | {\displaystyle \operatorname {Li} _{2}(z)}  | {\displaystyle \operatorname {Li} _{3}(z)}  |                                            |

## Ableitung
Die Ableitung der Polylogarithmen sind wieder Polylogarithmen:
{\displaystyle {\frac {\text{d}}{{\text{d}}x}}\operatorname {Li} _{n}(x)={\frac {1}{x}}\operatorname {Li} _{n-1}(x)}

## Integraldarstellung
Der Polylogarithmus lässt sich für alle komplexen {\displaystyle z,s} durch
{\displaystyle \operatorname {Li} _{s}(z)={\frac {z}{2}}+\ln ^{s-1}\,{\frac {1}{z}}\,\Gamma (1-s,-\ln \,z)+2z\int _{0}^{\infty }{\frac {\sin(s\arctan t-t\,\ln \,z)}{(1+t^{2})^{s/2}(\mathrm {e} ^{2\pi \,t}-1)}}\,{\text{d}}t}
Auf der Abel-Plana-Summenformel basiert diese für den gesamten komplexen Raum gültige Gleichung.
mit Hilfe des Integralausdrucks für die Lerchsche Zeta-Funktion darstellen. Dabei ist {\displaystyle \textstyle \Gamma (s,z)=\int _{z}^{\infty }t^{s-1}\mathrm {e} ^{-t}\,{\text{d}}t} die unvollständige Gammafunktion der unteren Grenze.

## Verallgemeinerungen

### Mehrdimensionale Polylogarithmen
Die mehrdimensionalen Polylogarithmen sind folgendermaßen definiert:
{\displaystyle \operatorname {L} _{a_{1},\dotsc ,a_{m}}(z)=\sum _{n_{1}>\dotsb >n_{m}>0}{\frac {z^{n_{1}}}{n_{1}^{a_{1}}\dotsb n_{m}^{a_{m}}}}}

### Lerchsche Zeta-Funktion
Der Polylogarithmus ist ein Spezialfall der transzendenten Lerchschen Zeta-Funktion:
{\displaystyle \operatorname {Li} _{s}(z)=z\cdot \Phi (z,s,1)}

### Nielsens verallgemeinerte Polylogarithmen
Nielsen fand folgende Verallgemeinerung für den Polylogarithmus:
{\displaystyle \operatorname {S} _{n,p}(z)={\frac {(-1)^{n+p-1}}{(n-1)!p!}}\int \limits _{0}^{1}{\frac {\left(\ln(t)\right)^{n-1}\left(\ln(1-zt)\right)^{p}}{t}}{\text{d}}t}
Es gilt:
{\displaystyle \operatorname {S} _{n-1,1}(z)=\operatorname {Li} _{n}(z)}